# 宮川葉子
宮川 葉子（みやかわ ようこ、1947年8月 - ）は、日本の日本古典文学者。淑徳大学国際コミュニケーション学部教授。

## 略歴
1971年青山学院大学文学部日本文学科卒業、1983年同大学院博士課程単位取得満期退学。1984-1988年青山学院高等部教諭、大学非常勤講師をへて、1996年「三条西実隆と古典学」で関根賞受賞、1997年同書で青山学院大学より文学博士の学位を取得。1997年淑徳大学助教授、教授。

## 著書
- 三条西実隆と古典学 風間書房 1995.12
- 源氏物語の文化史的研究 風間書房 1997.12
- 柳沢家の古典学 松陰日記 上 新典社 2007.1（新典社研究叢書）
- 楽只堂年録 第一 八木書店 2011.7 (史料纂集古記録編)
- 源氏物語受容の諸相 青簡舎 2011.12
- 柳沢家の古典学 文芸の諸相と環境 下 青簡舎 2012.2（新典社研究叢書）